# ترافيس ميس
ترافيس ميس (بالإنجليزية: Travis Mays)‏ مواليد 19 يونيو 1968 في أوكالا، هو مدرب كرة سلة أمريكي ولاعب سابق. بدأ مسيرته الاحترافية في سنة 1990. تم اختياره من قبل فريق سكرامنتو كينغز خلال الدرافت. حمل الرقم 1. يبلغ طوله 6 قدم 2 بوصة (1.9 م). حقق المركز الأول في الألعاب الجامعية الصيفية 1989. اعتزل اللعب في 2002. أحرز خلال مسيرته في الإن بي إيه 1273 نقطة بمعدل 11.1 نقطة في المباراة الواحدة.

## المسيرة الاحترافية
لعب مع سكرامنتو كينغز في موسم 1990–1991، ثم لعب مع أتلانتا هوكس من سنة 1991 إلى 1993، ثم لعب مع نادي بانيونيس لكرة السلة في موسم 1994–1995، ثم لعب مع منز سانا 1871 باسكت من سنة 1999 إلى 2002.

## الميداليات
| الميدالية | المسابقة                      |
| --------- | ----------------------------- |
| ذهبية     | الألعاب الجامعية الصيفية 1989 |

## روابط خارجية
- ترافيس ميس على موقع إن بي أي (الإنجليزية)
- ترافيس ميس على موقع سبورتس رفرنس (الإنجليزية)
- ترافيس ميس على موقع كرة السلة الأوروبية.كوم (الإنجليزية)
- ترافيس ميس على موقع كلية كرة السلة في سبورتس رفرنس.كوم (الإنجليزية)
- ترافيس ميس على موقع ريلجم (الإنجليزية)
- ترافيس ميس على موقع بروبوليرز (الإنجليزية)
- ترافيس ميس على موقع كلية كرة السلة في سبورتس رفرنس.كوم (الإنجليزية)
- ترافيس ميس على موقع سبورتس رفرنس (الإنجليزية)